# Teal Redmann
Teal B. Redmann (* 30. September 1982 in Minnesota) ist eine US-amerikanische Schauspielerin.

## Biografie
Im Alter von 2 Jahren fing Teal Redmann in der Unterhaltungsbranche an. So arbeitete sie als Model und Synchronsprecherin, trat bei Talent- und Radioshows auf, drehte einige Werbespots und spielte Theater. Ihre erste größere Rolle hätte Redmann eigentlich 1992 im Film Mighty Ducks – Das Superteam (The Mighty Ducks) gehabt, doch ihre Rolle wurde herausgeschnitten. Im Alter von 17 Jahren zog sie mit ihren Eltern und ihrem Bruder nach Los Angeles. 2000 spielte sie schließlich im Film Chameleon 3: Dark Angel die Rolle der Dr. Tess Adkins.
Außerdem war sie in der dritten Staffel der MTV-Fernsehserie Undressed – Wer mit wem? zu sehen. In Deutschland erlangte sie vor allem in der Rolle der Louise Grant in der Serie Gilmore Girls und als Tochter von Jim Brass in CSI: Den Tätern auf der Spur größere Bekanntheit.

## Filmografie
- 2000: Chameleon 3: Dark Angel
- 2000: Undressed – Wer mit wem? (Undressed), 3. Staffel
- 2000–2004: Gilmore Girls, 34 Folgen
- 2002: Double Teamed – Ein Traum wird wahr (Double Teamed)
- 2003: Dumm und dümmerer (Dumb and Dumberer: When Harry Met Lloyd)
- 2003: Special Breakfast Eggroll: 99¢
- 2022: The Harbinger

### Gastauftritte
- 2001: Boston Public, Folge 1.15
- 2004: CSI: Miami, Folge 3.4
- 2005–2014: CSI: Den Tätern auf der Spur (CSI: Crime Scene Investigation), 5 Folgen